# فيليب هووكر
فيليب هووكر (بالإنجليزية: Philip Hooker)‏ هو مهندس معماري أمريكي، ولد في 28 أكتوبر 1766 في ماساتشوستس في الولايات المتحدة، وتوفي في 31 يناير 1836 في ألباني في الولايات المتحدة.